# Пугачёв, Юрий Николаевич
Юрий Николаевич Пугачёв — советский хозяйственный, государственный и политический деятель.

## Биография
Родился 26 апреля 1926 года. Член ВКП(б) с 1947 года.
С 1946 года — на хозяйственной, общественной и политической работе. В 1946—1989 гг. — на хозяйственной и партийной работе, секретарь, второй секретарь Астраханского обкома КПСС, в аппарате ЦК КПСС, второй секретарь ЦК КП Киргизской ССР, второй секретарь ЦК КП Азербайджана, заместитель председателя Государственного комитета СССР по профессионально-техническому образованию.
Избирался депутатом Совета Союза Верховного Совета СССР 9-10 созывов (1978-1984) от Кировабадского избирательного округа № 698.
Умер в 2007 году.